# Germán Garavano
Germán Carlos Garavano (Buenos Aires, 23 de octubre de 1969) es un abogado y consultor en Reforma Judicial argentino, que se desempeñó como ministro de Justicia y Derechos Humanos de la República Argentina desde el 10 de diciembre de 2015 hasta el 9 de diciembre de 2019.
Fue fiscal general en el Ministerio Público Fiscal de la Ciudad Autónoma de Buenos Aires entre 2007 y 2014 y consejero suplente del Consejo de la Magistratura de la Nación.

## Biografía
Nació en Buenos Aires en 1969. Su padre se desempeñó como secretario en un juzgado de instrucción y luego ejerció la abogacía.
Está casado con Carolina Gardiner desde 1994 y tienen tres hijos.
Es hincha de Ferro y aficionado al tenis.

### Formación
Estudió abogacía en la Universidad Católica Argentina, donde se graduó en 1994.
En abril de 1996, fue invitado por el Ministerio de Asuntos Exteriores y de la Mancomunidad de Naciones del Reino Unido para conocer el funcionamiento de las cortes comunitarias, con especial énfasis en las de menores. Durante su visita recorrió el Centro de Detención de Menores de Felton, en Middlesex, y el Centro de Tratamiento de Menores Víctimas de Delitos y Contravenciones de St. John's, en Northampton.
Entre 1997, fue investigador visitante en el Instituto de Derecho y Economía de la Universidad Carlos III de Madrid, con apoyo de la Cámara en lo Criminal y Correccional de la Capital Federal. En 1999, fue becario en Técnicas para la Reforma Judicial, invitado por el Instituto de Derecho y Economía, en la Universidad Carlos III y la Universidad Complutense de Madrid.

### Actividad profesional
En 1988, a los 18 años, comenzó su carrera judicial como auxiliar principal en el Juzgado Nacional Criminal y Correccional Federal 3 de la ciudad de Buenos Aires, a cargo del juez Néstor Blondi.
En 1990 fue asignado al Juzgado Nacional en lo Criminal y Correccional Federal N.º 4, donde ascendió progresivamente en la carrera judicial. Comenzó como auxiliar superior, luego se desempeñó como oficial y relator —cargo que incluyó un breve período en el Tribunal Oral en lo Criminal Federal N.º 1 de la Ciudad de Buenos Aires—. Posteriormente, ocupó los puestos de prosecretario y secretario judicial, función que ejerció desde 1994 hasta 1998. Ese año, fue trasladado al Juzgado Nacional de Menores N.º 1 de la misma ciudad. En 2008, es nombrado Fiscal General de la Ciudad de Buenos Aires, recibió críticas por los fondos y gastos del Poder Judicial de la ciudad, además del incremento del personal del Ministerio Público Fiscal con 500 personas en cinco años. dentro de la Secretaría General de Política Criminal y Planificación Estratégica del Ministerio Público Fiscal de la ciudad.
Entre 2000 y 2003, Germán Garavano se desempeñó como consultor internacional en proyectos del Banco Mundial sobre usuarios del sistema de justicia en Argentina, México, Perú, Brasil y Ecuador. En febrero de 2003 participó en el proyecto de litigación comercial en Perú, impulsado por la Agencia de los Estados Unidos para el Desarrollo Internacional.
En 2003 fue nombrado juez del Juzgado Penal Contravencional y de Faltas N.º 12 de la Ciudad de Buenos Aires. Fue consejero del Consejo de la Magistratura de la Ciudad de Buenos Aires, juez del juzgado penal contravencional y de faltas N° 12 de la Ciudad de Buenos Aires y vicepresidente del Consejo Directivo del Centro de Estudios de Justicia de las Américas. Entre 2007 y 2014 fue Fiscal General en el Ministerio Público Fiscal de la Ciudad Autónoma de Buenos Aires y consejero suplente del Consejo de la Magistratura de la Nación. dentro de la Secretaría General de Política Criminal y Planificación Estratégica del Ministerio Público Fiscal de la ciudad. En 2008, impulsó la creación del Cuerpo de Investigaciones Judiciales (CIJ) dentro de la Secretaría General de Política Criminal y Planificación Estratégica del Ministerio Público Fiscal de la ciudad.
En 2014 fue designado  consejero suplente del Consejo de la Magistratura de la Nación representando a los abogados de la ciudad de Buenos Aires. Su lista ganó y acordó compartir el mandato con Adriana Donato. También se desempeñó como director académico de la ONG Unidos por la Justicia desde abril de 2014.

### Ministro de Justicia
Como ministro de Justicia y Derechos Humanos, se impulsó de una Reforma Judicial en la Argentina que ha sido bautizada como Justicia 2020. Las reformas implicaron la creación de nuevos juzgados especializados y el objetivo de agilizar y modernizar los procedimientos judiciales, entre otras. Justicia 2020 fue un programa integral de reforma del sistema de justicia. Fue reconocido por la Organización para la Cooperación y el Desarrollo Económicos (OCDE) El programa contó con la participación de más de 60.000 personas distribuidas en 20 grupos de trabajo, incluyendo expertos, organizaciones de la sociedad civil y colegios profesionales. Su alcance abarcó tanto el Poder Judicial como otras instituciones vinculadas al sistema de justicia, como el Servicio Penitenciario Federal y diversos registros dependientes del Poder Ejecutivo.
Entre sus ejes principales se destacó la incorporación de una perspectiva de derechos humanos —incluyendo cuestiones vinculadas a los pueblos originarios, con la participación activa del Instituto Nacional de Asuntos Indígenas (INAI)—,
así como la modernización del sistema penitenciario, mediante la construcción de nuevas unidades y el uso de tecnología como tobilleras electrónicas. También se digitalizaron trámites en registros oficiales como los de propiedad automotor, inmueble y reincidencia penal. El programa brindó apoyo técnico y financiero a 23 de las 25 jurisdicciones provinciales, para implementar reformas como la oralidad en procesos civiles, la incorporación de expediente electrónico, la videograbación de audiencias penales y la adopción del sistema procesal penal acusatorio. Se priorizó el acceso a la justicia, estableciendo más de 90 centros de atención en todo el país, que alcanzaron a cerca de 400.000 personas por año. Entre los principales resultados legislativos, se aprobaron más de 20 leyes. Algunas de las normas destacadas incluyen:
- La Ley de Derechos y Garantías de las Víctimas, que equiparó sus derechos procesales a los del imputado.[31]
- La Ley de Cibercrimen, que incorporó los estándares de la Convención de Budapest.[32]
- La Ley de Flagrancia, que habilita juicios penales abreviados en casos de detención in fraganti.[33]

Bajo su gestión, impulsó el decreto Decreto 83/2015 del 14 de diciembre de 2015, mediante el cual se designaba en comisión a dos jueces de la Corte Suprema de Justicia de la Nación Argentina: Carlos Fernando Rosenkrantz y Horacio Daniel Rosatti. El procedimiento de nombrar en comisión desató una polémica pública en la que numerosos juristas expusieron que se trataba de un avasallamiento a la justicia independiente. El tema fue incluido entre los reclamos de una marcha realizada el 17 de diciembre Unos días después, un juez federal con competencia en el distrito judicial de Dolores, Alejo Ramos Padilla, frenó las designaciones a través de una medida cautelar, argumentando "gravedad institucional" y urgencia (ya que solo restaba la jura), la violación de los derechos adquiridos del pueblo mediante el decreto 222/03 a realizar objeciones, y las incongruencias de los fundamentos del decreto que los designaba. A pesar del fallo y las críticas, Garavano se manifestó a favor de los nombramientos en comisión de Carlos Rosenkrantz y Horacio Rosatti como miembros de la Corte.
El presidente Macri decidió retirar los nombramientos en comisión y proponer a los mismos postulados a través del procedimiento ordinario con la aprobación del Senado. Los candidatos no asumieron en sus cargos hasta que fueron aprobados por el procedimiento regular.
 Rosatti asumió en junio de 2016 y Rosenkrantz en agosto del mismo año. Durante su gestión se denunció la utilización del sistema judicial como método de persecución política, en 2019 organismos de derechos humanos advirtieron ante la Corte Interamericana de Derechos Humanos, perteneciente a la Organización de Estados Americanos (OEA), sobre la situación de los presos políticos del gobierno y la persecución de dirigentes opositores. Entre los organismos denunciantes se encontraba la Liga Argentina por los Derechos del Hombre, el Foro por la democracia y la libertad de los presos políticos, la Asamblea permanente por los Derechos Humanos que advertian que durante el gobierno de Mauricio Macri, el Estado comenzó a transitar "un camino que colisiona directamente contra los postulados más elementales de un Estado de Derecho".
En agosto de 2016 participó de la Conferencia de Ministros de Justicia de los Países Iberoamericanos (COMJIB), en representación de Argentina, donde declaró que los mayores problemas de la justicia eran la escasa financiación, la corrupción y la superpoblación del sistema carcelario.
En julio de 2018 impulsó un proyecto de ley que buscaba limitar las acciones judiciales de origen colectivo y que restringía la posibilidad de que más de una organización de derechos humanos o de consumidores puedan presentarse de manera conjunta en casos colectivos. De acuerdo con el proyecto, no solamente “limita” las acciones colectivas sino que, además, facilita las posibilidades para que un juez pueda rechazarlas y establece que los litigios deban ser planteados solo en la ciudad de Buenos Aires, limitando la facultad de los ciudadanos de las provincias. También se ha criticado el avance sobre la autonomía universitaria al proponer que la habilitaciones para ejercer como abogado sean acreditadas desde un ente formado por el poder Ejecutivo transfiriendo esa facultad que estaba reservada a las universidades.
Fue señalado como parte de una embestida del Gobierno para desplazar a la procuradora general de la Nación, Alejandra Gils Carbó, a través de un proyecto de ley con la idea de vaciar de poder ese organismo y acotarle el mandato a cuatro años. El proyecto incluso pretendía hacer desaparecer todas las direcciones, unidades y procuradurías, que actualmente componen la actividad de la Procuración: Derechos Humanos, Lavado de activos, Violencia contra la Mujer, Seguridad Social, Ciberdelincuencia, Narcocriminalidad, Violencia institucional y los llamados Atajo, que atienden zonas de alta vulnerabilidad. Los cambios pretendían impulsar la salida de Gils Carbó y, de hecho, tenían su lista de candidatos a reemplazarla, como el fiscal Guillermo Marijuán, el fiscal Ricardo Sáenz, José María Campagnoli. En 2017 se vería involucrado en el caso hechos de espionaje, y el  armado ilegal de causas penales contra dirigentes sindicales, por parte de funcionarios públicos.
Se lo acusó de intentar controlar el poder judicial mediante la remoción de jueces críticos, entre ellos el juez platense Luis Arias quien falló a favor de los usuarios de servicios públicos y docentes, los fiscales Hernán Schapiro que investigaba la causa por los falsos aportantes de Cambiemos, y Juan Pedro Zoni, que estaba a cargo de la Causa Correo Argentino donde está imputado el presidente Mauricio Macri por condonarle a la empresa de su familia una deuda con el estado de 70.000 millones de pesos y Gabriel de Vedia, quien impulsó investigaciones sensibles vinculadas a la ANSES y el desplazamiento de los jueces federales Oyarbide, Ballestero y Farah, quienes habían intervenido en la causa en la donde Macri estuvo procesado por las escuchas telefónicas ilegales durante su mandato como jefe de Gobierno porteño. Durante el debate por la ley de responsabilidad empresaria  Garavano impulsó la conocida "cláusula Odebrecht", que permitía a las empresas acordar con la Procuración la extinción o reducción de la pena.Diferentes políticos, juristas y periodistas advirtieron acerca de la ilegalidad del artículo.
En 2021, el juez Oyarabide desmintió públicamente estas versiones, aclarando que su dimisión en 2016 no estuvo relacionada con el gobierno sino con razones personales.
La oposición argumentó que el artículo tenía como objetivo que empresas como Iecsa se vieran libradas de acusaciones por sus negocios con Odebrecht que involucraba a Gustavo Arribas.
En abril de 2019, Garavano recibió más de 43.000 páginas de documentos desclasificados sobre la última dictadura militar argentina entregados por gobierno de los Estados Unidos. La información, proveniente de 16 agencias federales como el Departamento de Estado, la CIA y el FBI, fue recopilada durante las presidencias de Obama y Trump y el 97% del contenido se abrió al público.

### Actualidad
Entre 2019 y 2025 fue asesor de la corte suprema cordobesa.

## Publicaciones

### Coautor
- Garavano, Germán (2000).  Eugenio De Palma (coautor), ed. Poder Judicial, Competitividad y Desarrollo Económico en la Argentina. Tomo I. Buenos Aires: Depalma.

- Garavano, Germán (2000). Justicia para Todos: Políticas de Consenso para la Recuperación de la Justicia Argentina. Buenos Aires: Ariel.

- Garavano, Germán (2002). Poder Judicial, Competitividad y Desarrollo Económico en la Argentina. Tomo III. Buenos Aires: Rubinzal-Culzoni.

- Garavano, Germán (2003).  Eugenio Curia (coautor), ed. Ideas para una Nueva Argentina: “Aportes al Debate Nacional”. Capítulo: Una transformación de la Justicia Argentina.

- Ministerio de Justicia, Seguridad y Derechos Humanos (2003).  Luis M. Palma (relator compilador), ed. Todos por la Justicia: Síntesis de Actividades febrero de 2002 – mayo de 2003. Buenos Aires: Mesa Permanente de Justicia del Diálogo Argentino.

- Garavano, Germán (2004).  Milena Ricci, Gustavo González Ferrari y otros, ed. Información y Justicia. Datos sobre la Justicia Argentina. Buenos Aires: Unidos por la Justicia.

- Garavano, Germán (2005).  Fundación Konrad Adenauer, ed. Programa Conjunto: Justicia, Seguridad, Comunidad y Desarrollo Económico. Buenos Aires: Unidos por la Justicia.

- Garavano, Germán (2005).  Eugenio Burzaco, Diego Gorgal, ed. Mano Justa: Una reflexión sobre la inseguridad pública y una propuesta para superar la crisis. Buenos Aires: El Ateneo.

- Garavano, Germán (2006). Información y Justicia II. Datos sobre la Justicia Argentina. Buenos Aires: Unidos por la Justicia, Fundación Konrad Adenauer. ISBN 978-987-21857-4-9.

### Capítulo de libro
- Garavano, Germán (2006). «Responsabilidad judicial de cara al servicio de justicia y su reforma».  En Alfonso Santiago (director), ed. La Responsabilidad Judicial y sus Dimensiones (Buenos Aires: Ábaco).

- Garavano, Germán (2006). «Análisis Económico de la Justicia Criminal».  En Viviana Kluger (compiladora), ed. Análisis Económico del Derecho (Buenos Aires: Heliasta). ISBN 950-885-085-X.

## Premios y distinciones
- Premio “Hexágono”: Otorgado por IDEA (Instituto para el Desarrollo Empresarial de la Argentina), este premio reconoce iniciativas destacadas en el ámbito institucional y empresarial.[66]
- Premio “COPIDIS”: Concedido por la Comisión para la Plena Participación e Inclusión de las Personas con Discapacidad.[66]
- Orden de la Estrella: otorgada por el presidente de Italia, Sergio Mattarella.[67]
- Reconocimiento de la Organización para la Cooperación y el Desarrollo Económicos (OCDE) y la Alianza para el Gobierno Abierto (OGP) al programa "Justicia 2020", impulsado por Garavano.[68]

## Críticas

### Gastos como fiscal de CABA
Garavano, cuando se desempeñó como fiscal general de la Ciudad de Buenos Aires, recibió críticas por los fondos y gastos del poder judicial de la ciudad, además del incremento del personal del Ministerio Público Fiscal (500 personas en cinco años) y viajes realizados para participar en eventos, actividades, conferencias, entre otros. Según los críticos, en 2010 utilizó 17 millones de pesos argentinos para organizar en Buenos Aires la III Conferencia de la Asociación Internacional de Fiscales; gasto que habría incluido 25 mil pesos en la compra de maletines de regalo para los asistentes. Garavano rechazó esta afirmación a través de una resolución en la que sostuvo que el gasto total de la conferencia fue de 828.746 de pesos argentinos, en lugar de los 17 millones que se le atribuían; indicó también: "Entiendo que existió una suma de graves errores de información y niego cualquier irregularidad o desprolijidad de cualquier tipo, invitando a quien lo considere así a formular las precisiones o denuncias que correspondan".
También se afirmó que al año siguiente gastó 35 mil pesos para viajar a Corea del Sur a un congreso similar, donde se trataron temas de crímenes de guerra y testigos protegidos, que no son las competencias de la fiscalía porteña (que es de faltas y contravenciones). En 2012, se habrían gastado 70 mil dólares en un viaje para una capacitación sobre tercera edad. Entre 2011 y 2013, también habría realizado viajes al Reino Unido, Estados Unidos y los Países Bajos y una transferencia de 300 mil pesos argentinos para el Instituto Latinoamericano de las Naciones Unidas para la Prevención del Delito y el Tratamiento del Delincuente.

### Censura en Infojus
A poco de asumir, los trabajadores de Infojus —agencia de noticias judiciales que depende del Ministerio—, denunciaron las acciones de vaciamiento del portal, y la desaparición de unas 10 mil notas e investigaciones periodísticas y judiciales, denunciando que Garavano ordenó borrar las notas del portal, con lo cual desaparecieron coberturas enteras sobre temas de violencia institucional, violencia de género, femicidios, lesa humanidad, talleres textiles clandestinos, delitos económicos y lavado de dinero, narcotráfico, y casos de corrupción que comprometían a funcionarios del nuevo gobierno.
Entre las notas e informes judiciales que desaparecieron, figura documentación que involucraba al presidente Mauricio Macri en temas sensibles, como su imputación por espionaje ilegal como jefe de Gobierno porteño, la represión en el Hospital Borda, su directa responsabilidad en el incendio intencional del depósito de documentos vinculados a lavado de dinero de la empresa Iron Mountain en el que murieron diez personas, o la relación de la primera dama Juliana Awada con talleres de costura clandestinos con mano de obra esclava, entre otros. Ante consultas de diversos medios periodísticos, Germán Garavano argumentó que los artículos no habían sido borrados, sino que «Algunos pueden no estar accesibles». Poco tiempo después, se confirmó el cierre del portal.

### Reunión con Cecilia Pando
Garavano fue criticado por mantener en abril de 2016 una reunión con Cecilia Pando, a quien diversos grupos consideran justificadora del terrorismo de Estado. En esa oportunidad, la activista formuló reclamos por las condiciones de detención de militares sujetos a causas por delitos de lesa humanidad. El ministro declaró que la reunión no fue reservada y que el mismo día de la reunión Pando se cruzó en la sede del ministerio. y aclaró había respondido a Pando que debía dirigir su planteo al Poder Judicial. A su vez, Pando dijo que había mantenido reuniones por el mismo reclamo con el gobierno anterior.

### Aviso fúnebre
En abril de 2018, el ministro publicó un aviso fúnebre en el diario La Nación para despedir a Carlos Chasseing, interventor de la provincia de Córdoba durante el autodenominado Proceso de Reorganización Nacional que la organización H.I.J.O.S. consideró “inadmisible”. en tanto Abuelas de Plaza de Mayo, pidió la renuncia de Garavano. Garavano explicó a la prensa que el aviso fúnebre publicado en un diario nacional fue una simple formalidad dirigida a un colaborador del Ministerio de Justicia por la muerte de su padre, y que es una práctica habitual sin mayor relevancia.

### Reclamos de las comunidades mapuches
A fines de noviembre de 2017, acompañando a la ministra Patricia Bullrich en una conferencia de prensa luego de los episodios en los que fue asesinado el joven mapuche Rafael Nahuel y heridas otras personas, Germán Garavano expresó que «lo que el Estado argentino no puede permitir bajo ningún concepto es la violación de la ley, la extorsión o la violencia como forma y poner en crisis al estado de derecho [...] tiene que haber un repudio generalizado de estos grupos que usan la violencia» en referencia a la supuesta organización RAM. Pocos días después, ambos ministros coordinaban acciones con gobernadores de provincias patagónicas, con el objetivo de que los hechos que involucraran a la RAM y los reclamos mapuche fueran derivados al fuero federal, bajo la figura de "atentado contra el orden público", figura que se asemeja al concepto de terrorismo.

En abril de 2018, Germán Garavano afirmó que la caracterización de la RAM como grupo "terrorista" «fue una declaración política» sin sustento en evidencias surgidas de investigaciones judiciales.

### Pedidos de juicio político
El 16 de octubre de 2018 la diputada Elisa Carrió solicitó al Congreso el juicio político contra Garavano por presunto "mal desempeño en sus funciones" y eventuales "delitos en el cumplimiento de sus funciones". El pedido de juicio político fue firmado por diputados de la Coalición Cívica, entre ellos Paula Oliveto, Marcela Campagnoli, Juan Manuel López, Javier Campos, Héctor "Toty" Flores, María Lucila Lehmann, Leonor María Martínez Villada, Alicia Terada y Orieta Cecilia Vera González. El escrito fue elaborado por Mariana Stilman,  que integró el equipo de abogados del Estado en el caso AMIA hasta que asumió como asesora de Elisa Carrió. Según Elisa Carrió, estas palabras implicaban una grave intervención en el Poder Judicial y vulnera la división de poderes.
En paralelo se presenta otro pedido de juicio político por las presiones indebidas dirigidas a forzar la renuncia del Dr. Carlos Rozanski a su cargo de juez federal, exjuez federal de La Plata Carlos Rozanski se presentó como querellante ante el juzgado de Alejo Ramos Padilla y denunció por extorsión al ministro de Justicia, Germán Garavano, y al exmagistrado y consejero de la magistratura Luis María Cabral en el marco de la causa por la red de espionaje ilegal. En su denuncia, Rozanski relata cómo, a mediados de 2016, el ministro y el exjuez lo extorsionaron con un jury de enjuiciamiento para forzar su renuncia mientras el juez investigaba una red de lavado de dinero vinculada a ministros del gobierno.
Entre otros cargos, la diputada acusó al Ministro de haber manipulado algunos concursos para la designación de jueces en el Consejo de la Magistratura de la Nación. El Poder Ejecutivo solo posee un representante en el Consejo y las ternas son elegidas con el consenso de todos sus integrantes, provenientes de los diversos poderes del Estado y de la sociedad civil.
Garavano también fue cuestionado por haber designado en su cartera como asesora a la exprocuradora María del Carmen Falbo, quien dejó su cargo en medio de acusaciones por encubrimiento de actividades vinculadas al narcotráfico. También cuestionó la actuación del Ministerio en la causa AMIA II, al haber solicitado la absolución de los exfiscales Eamon Mullen y José Barbaccia, acusados del encubrimiento del atentado.
En el caso particular de Barbaccia, el escrito de juicio político califica de “sospechosa” su protección por haber sido compañero del Ministro en un juzgado en la década del ‘90 y porque su esposa, Silvina Rivarola O’ Connor, fue designada directora de Coordinación y representante ante organismos internacionales de la Unidad de Información Financiera (UIF). Su designación estuvo a cargo de Mariano Federici, titular de la UIF, un órgano que no se encuentra bajo la órbita del Ministerio de Justicia.
El escrito además denuncia que José Console, abogado representante del Estado en la causa AMIA, también es secretario del Tribunal de Disciplina de Boca Juniors y, por lo tanto, está vinculado al presidente del club, Daniel Angelici, a quien Carrió acusó en reiteradas ocasiones de influir sobre la Justicia. Console fue nombrado a propuesta de Mario Cimadevilla, extitular de la Unidad AMIA.
Respecto de la designación de Falbo como coordinadora ad honorem del Consejo Consultivo del Programa Nacional de Criminalística, Carrió acusó a Garavano de obviar las acusaciones que pesan en su contra vinculadas al narcotráfico, en especial su actuación en la investigación del crimen de dos ciudadanos colombianos en un centro comercial  y de la fuga de tres presos ligados al tráfico de efedrina que, según la diputada, están vinculados al exjefe de Gabinete, Aníbal Fernández.
Frente a esto, el ministro puso a disposición su renuncia, pero el presidente Mauricio Macri se la denegó y lo ratificó en el cargo. Garavano también expresó que está dispuesto a ir a dar explicaciones a la comisión de Juicio Político en el Congreso en caso de que el juicio avance.
El Ministro recibió el apoyo de dirigentes políticos, magistrados, fiscales y organizaciones de la sociedad civil, entre ellas Red Solidaria. En el Congreso, diputados del bloque de Cambiemos expresaron su desacuerdo con el pedido de juicio político. Para Daniel Lipovetzky, el pedido “no tiene fundamento”, mientras que Pablo Tonelli lo calificó de "una exageración". Para Eduardo Amadeo, “lo de Carrió fue una amenaza”.
La dirigente de la Coalición Cívica tampoco tuvo el apoyo de otras fuerzas aliadas a Cambiemos ni de la oposición, quienes le quitaron entidad a la denuncia por lo que, según el partido gobernante, es poco probable que el juicio político prospere en la Cámara de Diputados.
El vicegobernador de la provincia de Buenos Aires, Daniel Salvador, expresó que no había necesidad de un juicio político porque el ministro solo había emitido una opinión, postura que cómparte Ricardo Alfonsín
.
En octubre de ese año se sumaría un nuevo pedido de juicio político por parte de la asociación que nuclea a familiares y amigos de las víctimas del atentado a la AMIA, quienes afirman que “el ministro Garavano ordenó salvar a sus amigos imputados por irregularidades en la causa AMIA a través de la querella que representa al Estado argentino."

### Denuncia rechazada
En 2017 fue denunciado junto a Laura Alonso por el diputado del Frente para la Victoria, Rodolfo Tailhade por "negociar impunidad" con Odebrecht basado en que ambos funcionarios se habían reunido a espaldas de la Justicia con la empresa que pagó coimas en diferentes países. El fiscal Federico Delgado no dio curso a la denuncia y las partes acordaron que Tailhade realice una declaración pública retractándose.

### Denuncia penal rechazada por la supuesta desaparición forzada de Santiago Maldonado
En noviembre de 2018 el juez a cargo de la investigación concluyó que no había existido la desaparición forzada de Santiago Maldonado, sobreseyó al único imputado y decidió el archivo de la causa, sobre la base de la autopsia y de una pericia del INTI sobre el documento de identidad de Maldonado. La familia apeló la decisión.
El abogado constitucionalista Eduardo Barcesat, Jorge Colvis, del Instituto Sampay, y los representantes de la Liga Argentina por los Derechos del Hombre, Graciela Rosenblum y José Schulman habían afirmado que se había producido la desaparición forzada de Maldonado y acusaron a Germán Garavano y a otros funcionarios por encubrimiento de ese delito, declarado después inexistente por la justicia.

### Denuncia rechazada por supuesto encubrimiento del atentado a la AMIA
El 5 de marzo de 2018, el presidente Mauricio Macri eliminó la Secretaría de Estado para el seguimiento de las causas AMIA y Alberto Nisman, que había creado dos años antes. Al disolverse la Unidad, fue cesado también el funcionario que estaba a cargo de la misma, el radical Mario Cimadevilla, quien el 22 de marzo de 2018, hizo una denuncia por supuesto encubrimiento del atentado de la AMIA al ministro Garavano y a otros funcionarios que fue rechazada por la justicia.
El 12 de diciembre de 2015 el presidente Mauricio Macri había creado una Secretaría de Estado para el seguimiento de las causas sobre el atentado terrorista a la AMIA en 1994 y la muerte de Alberto Nisman en 2015, y designó para dirigirla al exsenador de Chubut, Mario Cimadevilla, de la Unión Cívica Radical, bajo la autoridad del ministro Garavano. Menos de dos años después, el gobierno, con participación de Garavano, consideró que la Unidad AMIA había "cumplido su ciclo" y que no había logrado los resultados esperados, evaluando el cierre de la misma. En febrero de 2017 la gestión de la Unidad AMIA fue cuestionada por la asociación de familiares de víctimas de la AMIA Memoria Activa, y por la diputada de Cambiemos Elisa Carrió, imputándole al ministro Germán Garavano haber dejado caer la acusación contra dos exfuncionarios acusados de encubrir el atentado a la AMIA en el juicio AMIA 2.